# Kinheim
Kinheim település Németországban, Rajna-vidék-Pfalz tartományban. Lakosainak száma 782 fő (2023. december 31.). Kinheim Bausendorf és Kinderbeuern községekkel határos.

## Népesség
A település népességének változása:
| Lakosok száma | 885  | 821  | 814  | 797  | 810  | 782  |
|               | 1975 | 2017 | 2019 | 2021 | 2022 | 2023 |